# أوتاكون (شخصية خيالية)
هال أمريش أو اوتاكون هي شخصية رئيسة في لعبة ميتال غير .هو مصمم أسلحة الميتال جير وكذلك خبير في أجهزة الكمبيوتر. اختار اسم أوتاكون لحبه الشديد لانمي .هو أيضا مصمم الروبوتات في اللعبة.وحاليا هو يساعد سنيك عبر جهاز الكودك لتسهيل المهمات له ويملك طائرة هليكوبتر خاصة به.

## اختراعاته
- روبوتات
- التمويه البصري
- أسلحة
- فيروسات إلكترونية